# Władysław Kostuj
Władysław Kostuj (ur. 21 września 1922 w Ostrowie Wielkopolskim, zm. ?) – polski działacz partyjny i państwowy, ekonomista, podsekretarz stanu w Ministerstwie Przemysłu Motoryzacyjnego (1955–1956) i Ministerstwie Przemysłu Maszynowego (1956–1957).

## Życiorys
Syn Jana i Pelagii. Absolwent Gimnazjum Kupieckiego w Ostrowie Wielkopolskim. Od 1940 robotnik w Firmie Budowlanej „A. Adamek” w Ostrowie Wielkopolskim, od października 1943 do stycznia 1945 na robotach przymusowych w Niemczech. Podjął pracę w opolskim oddziale Państwowego Przedsiębiorstwa Traktorów i Maszyn Rolniczych. W 1946 zdał w tym mieście maturę w Liceum Handlowym dla Dorosłych, następnie w 1949 ukończył studia ekonomiczne i od 1950 do 1951 był asystentem w Katedrze Ekonomiki Przemysłu Wyższej Szkoły Ekonomicznej we Wrocławiu. Od 1946 do 1951 kierownik Działu Planowania w Fabryce Wagonów „Pafawag” we Wrocławiu, następnie dyrektor naczelny Centralnego Zarządu Przemysłu Taboru Kolejowego w Poznaniu (1951–1952) i Stoczni Gdańskiej (1952–1955).
Od lipca 1948 członek Polskiej Partii Robotniczej, następnie w szeregach Polskiej Zjednoczonej Partii Robotniczej. Należał do egzekutywy Komitetów Zakładowych PZPR przy Stoczni Gdańskiej i Zakładach Przemysłu Metalowego im. H. Cegielskiego, wszedł w skład Komitetu Wojewódzkiego PZPR w Poznaniu i Centralnej Komisji Rewizyjnej. Został ponadto delegatem na II, III i IV Zjazd PZPR oraz członkiem Komitetu Wojewódzkiego Frontu Narodowego w Gdańsku (1952). Od czerwca 1955 do lipca 1956 zajmował stanowisko podsekretarza stanu w Ministerstwie Przemysłu Motoryzacyjnego, a do lipca 1956 do marca 1957 w Ministerstwie Przemysłu Maszynowego.
W 1957 był szefem poznańskiego zespołu terenowego w Instytucie Organizacji Przemysłu Maszynowego. Od 1958 do 1967 dyrektor naczelny Zakładów Przemysłu Metalowego „H. Cegielski” w Poznaniu, następnie od 1967 do 1972 kierownik grupy przemysłu ciężkiego w Wydziale Przemysłu Maszynowego Sekretariatu Rady Wzajemnej Pomocy Gospodarczej w Moskwie. W latach 1972–1974 dyrektor handlowy Przedsiębiorstwa Handlu Zagranicznego „Kolmex”, następnie do 1977 zastępca dyrektora ds. handlowych tamże. W 1973 został pełnomocnikiem dyrektora Zjednoczenia Przemysłu Taboru Kolejowego ds. stosunków gospodarczych z zagranicą.

## Odznaczenia
W 1953 odznaczony Złotym Krzyżem Zasługi.